# From Fear to Eternity: The Best of 1990–2010
From Fear to Eternity: The Best of 1990 – 2010 – kompilacja brytyjskiego zespołu heavymetalowego Iron Maiden wydany 6 czerwca 2011. Album zawiera utwory pierwotnie wydane na ich ostatnich ośmiu albumach studyjnych.

## Lista utworów

### CD1
1. „The Wicker Man” – 4:36
2. „Holy Smoke” (z albumu No Prayer for the Dying) – 3:49
3. „El Dorado” (z albumu The Final Frontier) – 6:49
4. „Paschendale” (z albumu Dance of Death) – 8:28
5. „Different World” (z albumu A Matter of Life and Death) – 4:19
6. „Man on the Edge (live)” (strona B singla „The Wicker Man”; pierwotnie z albumu The X Factor) – 4:40
7. „The Reincarnation of Benjamin Breeg” (z albumu A Matter of Life and Death) – 7:22
8. „Blood Brothers” (z albumu Brave New World) – 7:14
9. „Rainmaker” (z albumu Dance of Death) – 3:49
10. „Sign of the Cross (live)” (z albumu Rock in Rio; pierwotnie z albumu The X Factor) – 10:49
11. „Brave New World” (z albumu Brave New World) – 6:19
12. „Fear of the Dark (live)” (z albumu Rock in Rio; pierwotnie z albumu Fear of the Dark) – 7:41

### CD2
1. „Be Quick or Be Dead” (z albumu Fear of the Dark) – 3:24
2. „Tailgunner” (z albumu No Prayer for the Dying) – 4:15
3. „No More Lies” (z albumu Dance of Death) – 7:22
4. „Coming Home” (z albumu The Final Frontier) – 5:52
5. „The Clansman (live)” (z albumu Rock in Rio; pierwotnie z albumu Virtual XI) – 9:06
6. „For the Greater Good of God” (z albumu A Matter of Life and Death) – 9:25
7. „These Colours Don’t Run” (z albumu A Matter of Life and Death) – 6:52
8. „Bring Your Daughter...To the Slaughter” (z albumu No Prayer for the Dying) – 4:44
9. „Afraid to Shoot Strangers” (z albumu Fear of the Dark) – 6:57
10. „Dance of Death” (z albumu Dance of Death) – 8:36
11. „When the Wild Wind Blows” (z albumu The Final Frontier) – 11:02

## Skład
- Bruce Dickinson – wokal prowadzący
- Dave Murray – gitara
- Janick Gers – gitara
- Adrian Smith – gitara, wokal wspierający (poza utworami „Holy Smoke”, „Tailgunner”, „Be Quick or Be Dead”, „Afraid to Shoot Strangers” oraz „Bring Your Daughter... to the Slaughter”)
- Steve Harris – gitara basowa, keyboard, wokal wspierający
- Nicko McBrain – perkusja
- Michael Kenney – keyboard w utworach „Sign of the Cross”, „Afraid to Shoot Strangers”, „Fear of the Dark” i „The Clansman”

## Listy przebojów
| Lista przebojów (2011) | Pozycja |
| ---------------------- | ------- |
| Ö3 Austria Top 40      | 22      |
| Ultratop 50            | 26      |
| MegaCharts             | 45      |
| Finnish Albums Chart   | 11      |
| Media Control Charts   | 19      |
| Mahasz                 | 30      |
| RIANZ                  | 16      |
| Sverigetopplistan      | 6       |
| UK Albums Chart        | 19      |
| Billboard 200          | 86      |